# Case di Trento
Case di Trento è una frazione del comune italiano di Giulianova, nella provincia di Teramo, in Abruzzo.

## Storia
Il borgo nacque nella prima metà del XVIII secolo, quando venne costruita una cappella a servizio di un nucleo poderale che si stava andando a formare, in memoria del concilio di Trento. La località prese così il nome di Case di Trento, anche se non raramente la si ritrova menzionata come Case di Trenta. Lo sviluppo maggiore della frazione si ha avuto però nel corso del XIX secolo.

## Società
Fino al 1987 era presente anche una scuola elementare, ad oggi utilizzata solo all'occorrenza per l'allestimento del seggio elettorale locale.

## Monumenti e luoghi d'interesse

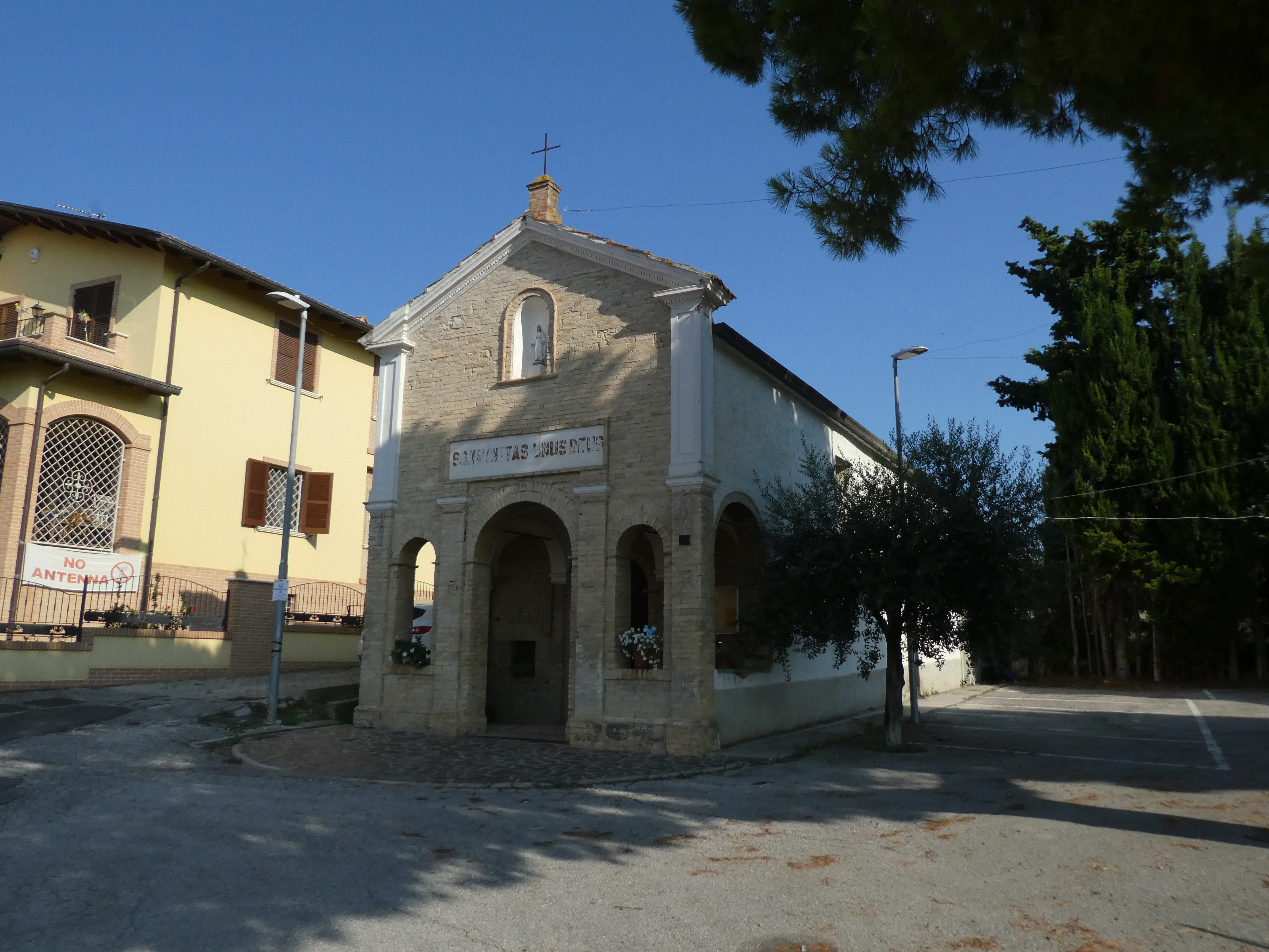
La chiesa della Trinità

### Architetture religiose
La chiesa principale della frazione è dedicata alla Santissima Trinità e venne costruita in origine come cappella nella prima metà del XVIII secolo, per ricordare la controriforma. Storicamente sede parrocchiale, venne successivamente annessa alla parrocchia di Maria Santissima degli Angeli di Mosciano Sant'Angelo.
L'edificio presenta una facciata a capanna in laterizio, con un colonnato che va a formare il portico che precede il portone d'ingresso. Sulla parte superiore della facciata si trova scolpita la scritta «SS. Trinitas Unus Deus» e, immediatamente sopra, una nicchia ad arco a tutto sesto contenente la statua di Maria. La lunga navata è frutto di vari ampliamenti e interventi di ristrutturazione operati durante i secoli. Sul retro svetta un piccolo campanile a vela dotato di due campane.

## Sport
A circa 1 km dal centro urbano c'è un Ex-Tiro al piattello ormai dismesso da anni, voluto nel 1987 dall'amministrazione comunale di Giulianova.